# Breitenborn (Rochlitz)
Breitenborn ist ein Ortsteil der Großen Kreisstadt Rochlitz im sächsischen Landkreis Mittelsachsen. Der Ort wurde mit seinem Ortsteil Wittgendorf am 1. Januar 1995 nach Rochlitz eingemeindet.

## Geografie

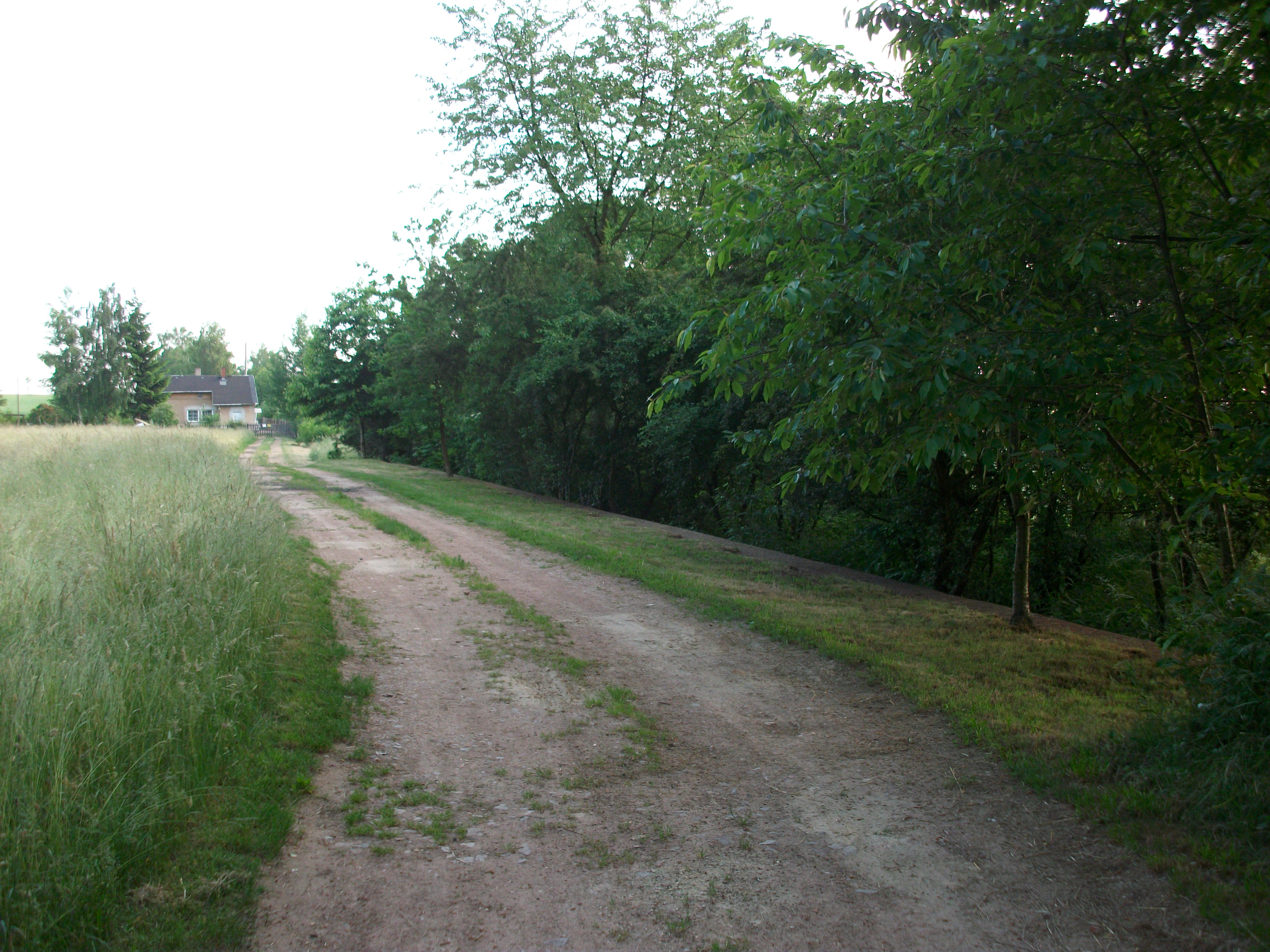
Ehemaliger Haltepunkt Breitenborn am km 7,22, Bahnsteig (2016)

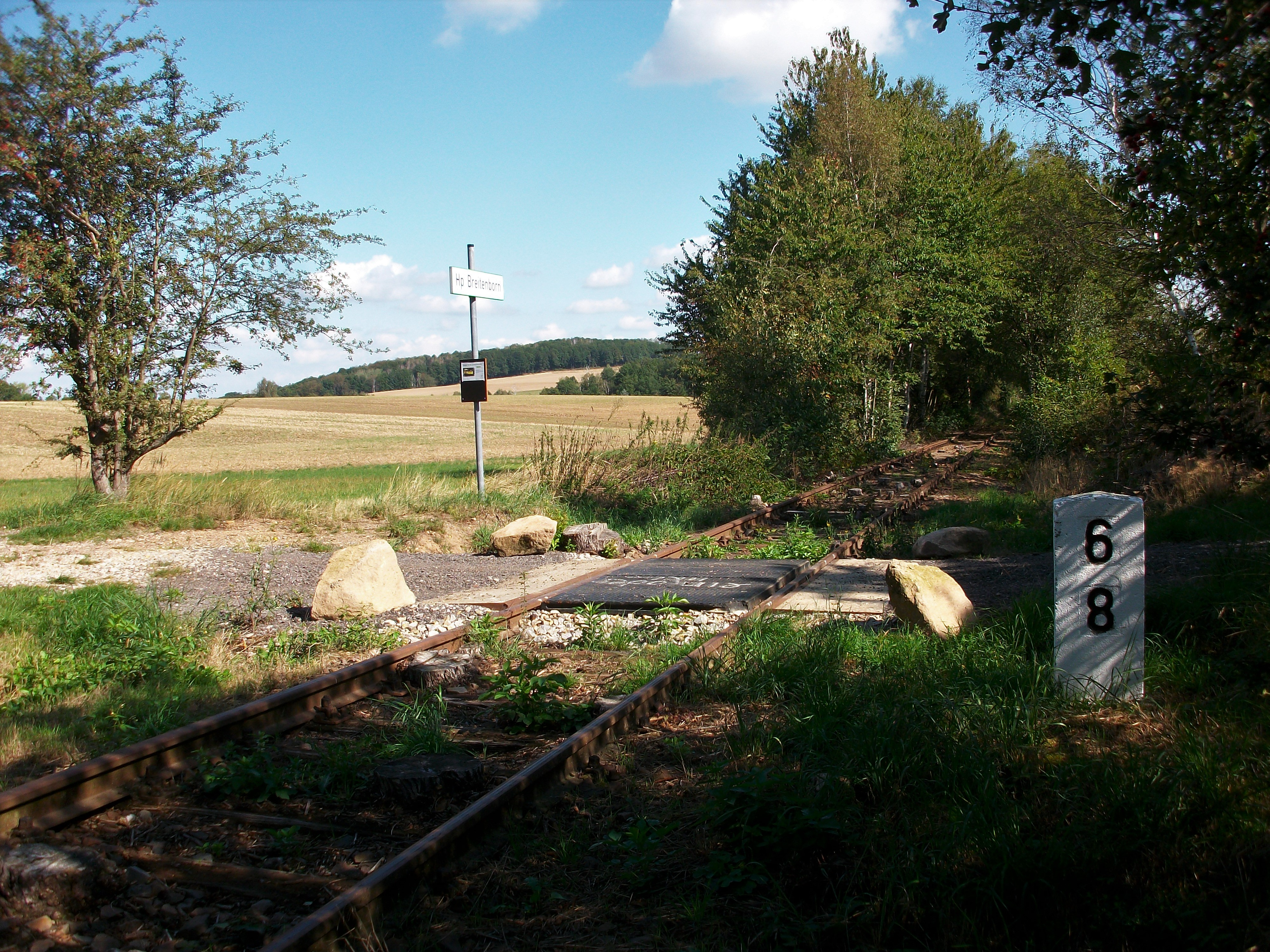
Neuer Haltepunkt Breitenborn der Frelsbachtalbahn am km 6,8 (2020)

### Geografische Lage und Verkehr
Breitenborn ist der westlichste Ortsteil von Rochlitz. Er befindet sich westlich des Rochlitzer Bergs am Oberlauf des Frelsbachs, einem Zufluss der Zwickauer Mulde. Die Bundesstraße 175 verläuft im Südosten an Breitenborn vorbei, die Staatsstraße 242 westlich an dem Ort. Direkt westlich von Breitenborn verläuft die Bahnstrecke Neukieritzsch–Chemnitz mit Halt in Narsdorf, südöstlich des Orts verläuft die Trasse der stillgelegten Bahnstrecke Rochlitz–Penig, welche zwischen 1872 und 2002 in Betrieb war und an der Breitenborn einen Haltepunkt besaß. Dieser wird heute an einem neuen Standort von den Draisinen der Frelsbachtalbahn" bedient.

### Nachbarorte
| Wickershain | Stollsdorf                                  |             |
| Seifersdorf | Kompassrose, die auf Nachbargemeinden zeigt | Wittgendorf |
| Narsdorf    | Mutzscheroda                                | Carsdorf    |

## Geschichte

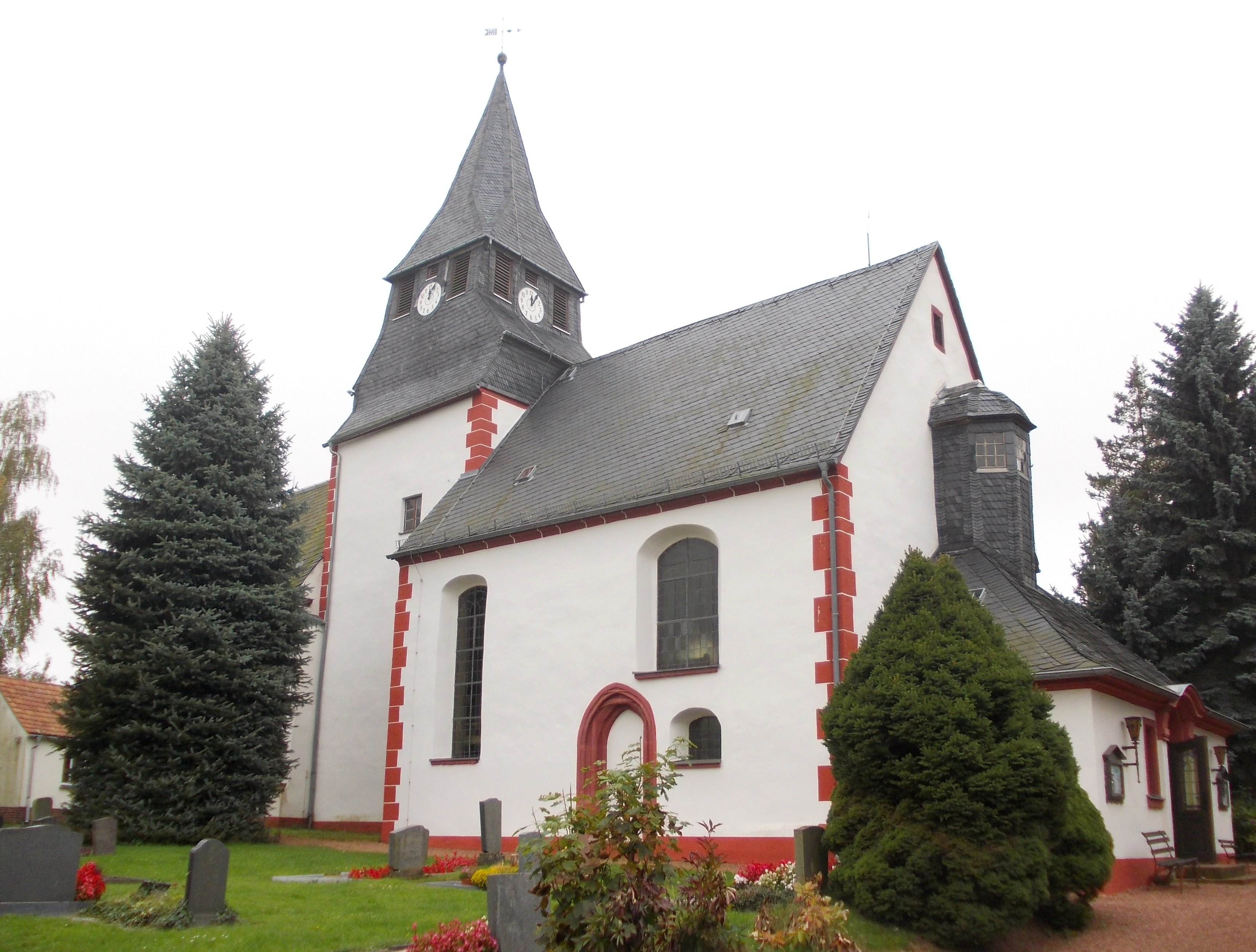
Kirche von Breitenborn

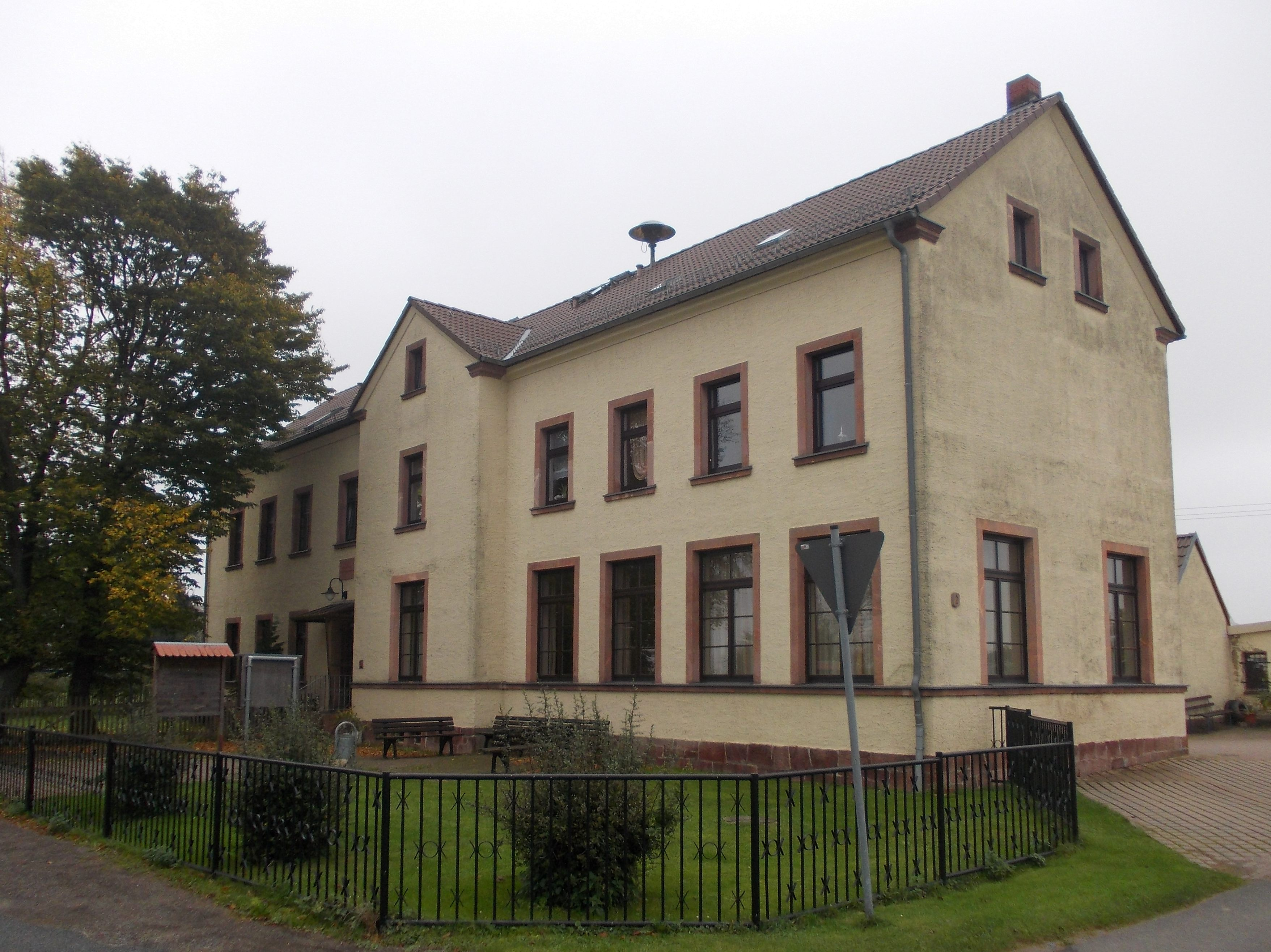
Ehemalige Schule von Breitenborn

Breitenborn wurde im Jahr 1350 als „in Breitenburne“ erstmals erwähnt. Bezüglich der Grundherrschaft unterstand Breitenborn um 1548 anteilig dem Rat zu Rochlitz, der Pfarre zu Breitenborn und als Amtsdorf anteilig bzw. von 1764 bis 1856 vollständig dem kursächsischen bzw. königlich-sächsischen Amt Rochlitz. Eine Kirche hat Breitenborn nachweislich seit dem 16. Jahrhundert. Sie gehört zur Kirchgemeinde Wechselburg. Bei den im 19. Jahrhundert im Königreich Sachsen durchgeführten Verwaltungsreformen wurden die Ämter aufgelöst. Dadurch kam Breitenborn im Jahr 1856 unter die Verwaltung des Gerichtsamts Rochlitz und 1875 an die neu gegründete Amtshauptmannschaft Rochlitz. Die Haltestelle Breitenborn wurde am 8. April 1872 mit der Bahnstrecke Rochlitz–Penig eröffnet. Mit der 1947 erfolgten Demontage des Abschnitts Rochlitz–Narsdorf wurde auch die Haltestelle Breitenborn, die sich abgelegen des Orts im Südosten befand, stillgelegt. Nach der Wiederinbetriebnahme des Streckenabschnitts im Jahr 1965 erfolgte die Wiederaufnahme des Halts nicht mehr. Am Standort bei Kilometer 7,22 ist noch ein Wohnhaus erhalten.
Am 1. Juli 1950 erfolgte die Eingemeindung von Wittgendorf nach Breitenborn. Durch die zweite Kreisreform in der DDR im Jahr 1952 wurde die Gemeinde Breitenborn dem Kreis Geithain im Bezirk Leipzig angegliedert, der ab 1990 als sächsischer Landkreis Geithain fortgeführt wurde. Am 1. August 1994 erfolgte die Umgliederung in den neu gebildeten Landkreis Mittweida, der 2008 im Landkreis Mittelsachsen aufging. Mit der Eingemeindung der Gemeinde Breitenborn nach Rochlitz wurden Breitenborn und Wittgendorf am 1. Januar 1995 Ortsteile von Rochlitz. Nachdem die IG Muldental BahnTourismus e. V. im Jahr 2017 den Abschnitt Rochlitz–Narsdorf übernommen und freigeschnitten hat, bietet sie auf dem Abschnitt Draisinenfahren unter dem Namen „Frelsbachtalbahn“ an. Der Haltepunkt Breitenborn wurde dazu bei Kilometer 6,8 am Weg von Breitenborn zum Rochlitzer Berg neu errichtet und mit Stationsschild und Wanderhütte versehen.

## Persönlichkeiten
- Mathis Schrader (* 1946 in Breitenborn), Schauspieler, Regisseur und Hörspielsprecher